# Institut thermal militaire
 (décembre 2023).
L'Institut thermal militaire (également hôpital thermal militaire, en allemand Militär-Badehaus) est une installation thermale complexe située à Karlovy Vary. Il a été construit de 1853 à 1855 pour les besoins de l'armée autrichienne.
Il offre ses services au grand public dans l'hôtel thermal trois étoiles Sadový pramen dans le cadre des installations thermales et de loisirs militaires.
Il est protégé en tant que monument culturel depuis 1994.

## Histoire
En 1850, le projet du bâtiment fut élaboré par Václav Hagenauer, l'architecte du comte Buquoy, un habitué des thermes de Karlovy Vary.

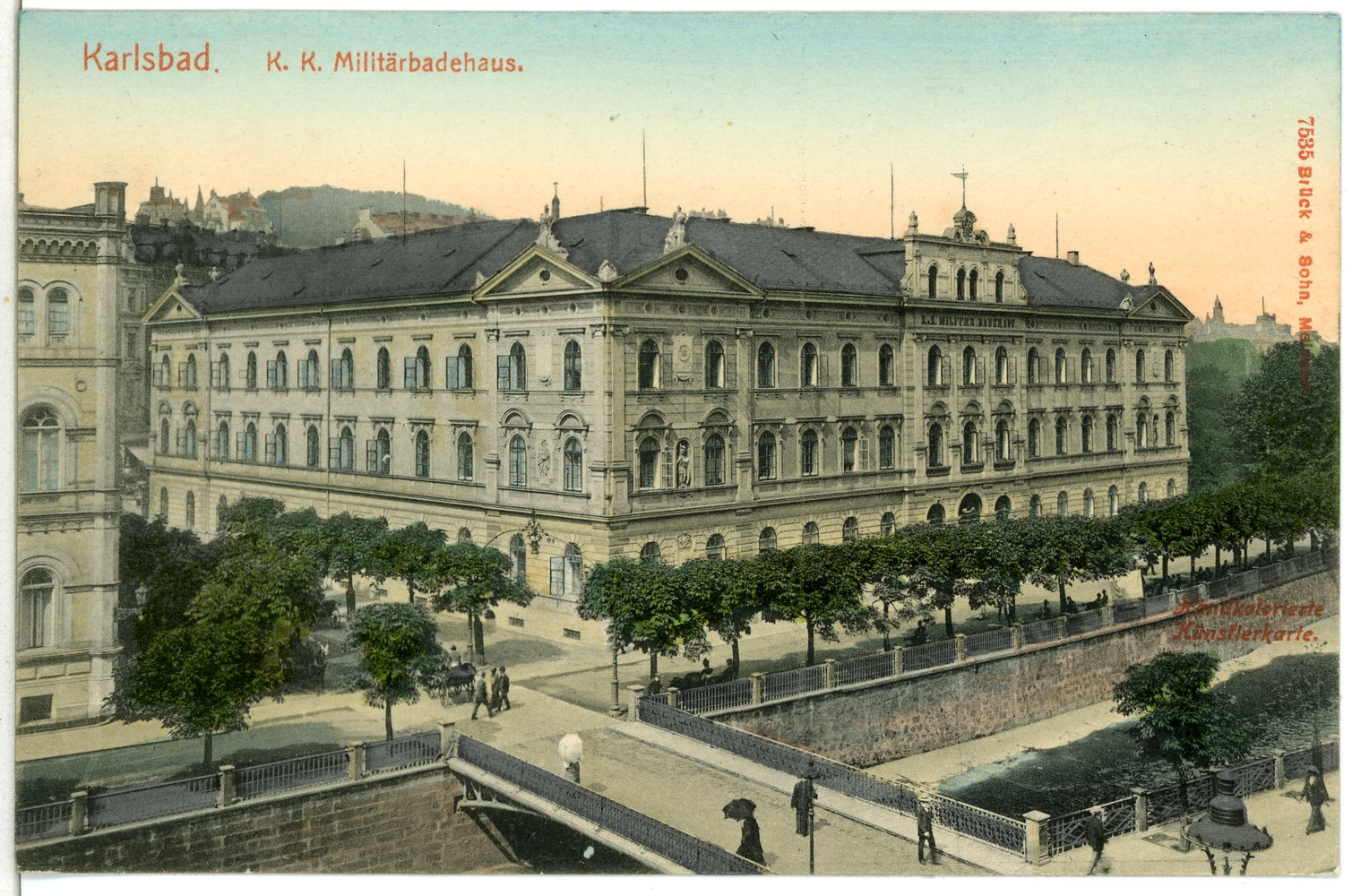
Le bâtiment après la première reconstruction (1905) sur une carte postale de 1906

La construction du bâtiment, alors appelé Militärbadehaus, commença le 18 août 1852, et fut achevée le 30 juin 1855. La cérémonie d'ouverture et de consécration du bâtiment du nouvel institut ont eu lieu en présence d'éminents ecclésiastiques, militaires et personnalités civiles le 12 juillet 1855. L'Institut thermal militaire a été la première installation thermale complexe de Karlovy Vary et en même temps l'une des premières institutions thermales permanentes ainsi que l'une des plus grandes institutions thermales militaires d'Europe. Il offrait un hébergement et des soins médicaux gratuits, initialement uniquement pendant la saison thermale du 15 avril au 15 octobre, puis, à partir de 1901, toute l'année,.
Un première reconstruction a eu lieu en 1905, lorsque les façades et la décoration sculpturale furent ajoutées. Pendant la Seconde Guerre mondiale, l'institut fait partie des hôpitaux de guerre pour les soldats allemands blessés. Après la Seconde Guerre mondiale, l'institution servit l'armée et fut progressivement rééquipée aux fins d'hôpital militaire,,. À l'automne 2011, une reconstruction complète des façades extérieures du bâtiment a eu lieu,.